# Instytut Genetyki i Hodowli Zwierząt Polskiej Akademii Nauk
Instytut Genetyki i Biotechnologii Zwierząt PAN (dawniej Instytut Genetyki i Hodowli Zwierząt PAN) – instytut naukowy Wydziału Nauk Biologicznych i Rolniczych Polskiej Akademii Nauk z siedzibą w Jastrzębcu koło Warszawy.
Misją Instytutu jest rozwój nauk o zwierzętach oraz wprowadzanie postępu biologicznego i innowacji do społeczeństwa, w celu poprawy jakości życia.

## Historia
Instytut bierze swoje początki od Zakładu Hodowli Doświadczalnej Zwierząt, który został utworzony przez Polską Akademię Nauk w 1955 roku. Inicjatorem utworzenia zakładu, jego twórcą i pierwszym kierownikiem był prof. Mieczysław Czaja, który za główną tematykę badawczą nowej placówki obrał genetykę i doskonalenie zwierząt.
14 lat później zakład, kierowany wówczas przez prof. dr hab. Henryka Jasiorowskiego, został przekształcony w Instytut Genetyki i Hodowli Zwierząt. Następnym dyrektorem placówki został prof. dr hab. Stefan Alexandrowicz. W późniejszych latach stanowisko to piastowali: prof. dr hab. Maciej Żurkowski (w latach 1972–1987), prof. dr hab. Zygmunt Reklewski (w latach 1987–2003), prof.dr hab. Edward Dymnicki (w latach 2003–2011),  prof. dr hab. Jarosław Olav Horbańczuk (w latach 2011-2019). Od 2019 roku dyrektorem Instytutu jest prof. dr hab. Agnieszka Wierzbicka.
W 2013 roku Ministerstwo Nauki i Szkolnictwa Wyższego przyznało Instytutowi Genetyki i Hodowli Zwierząt Polskiej Akademii Nauk kategorię naukową A.
Rada Naukowa Instytutu ma prawo nadawania stopnia naukowego doktora oraz doktora habilitowanego w zakresie nauk rolniczych, a od 1994 roku prowadzone są w Instytucie studia doktoranckie.

## Kadra i struktury
Instytut zatrudnia 96 pracowników, w tym 9 profesorów, 20 doktorów nauk rolniczych i 13 doktorów habilitowanych. Ponadto 26 osób jest zatrudnionych w Zakładzie Doświadczalnym, który jest odpowiedzialny jest za utrzymanie różnych gatunków zwierząt gospodarskich i laboratoryjnych.
W Instytucie funkcjonuje 6 zakładów naukowych: Zakład Biotechnologii i Nutrigenomiki, Zakład Biologii Molekularnej, Zakład Behawioru i Dobrostanu Zwierząt, Zakład Embriologii Doświadczalnej, Zakład Genomiki i Bioróżnorodności, Zakład Genomiki Eksperymentalnej oraz Zakład Doświadczalny.
W Instytucie funkcjonują cztery samodzielne laboratoria, wykorzystywane w naukowej współpracy krajowej i międzynarodowej:
- Akredytowane Laboratorium Jakości Surowców i Produktów Pochodzenia Zwierzęcego oraz Pasz,
- Laboratorium Sekwencjonowania Genomów i Transkryptomów,
- Laboratorium Proteomiki,
- Laboratorium Mikroskopii Fluorescencyjnej i Konfokalnej.

Rozwój Instytutu jest w znacznym stopniu wspierany przez funkcjonujący w jego strukturach  Centrum Doskonałości ANIMBIOGEN in EU – Centre of Excellence in Genomics, Biotechnology and Quality of Animal Products in Sustainable Production Systems with consideration of Animal Welfare, finansowane  przez Unię Europejską w ramach 7. Programu Ramowego.
Działalność Centrum obejmuje rozwój i wyszkolenie wyspecjalizowanej kadry naukowej, poprawę infrastruktury badawczej oraz zintensyfikowanie i zacieśnienie współpracy międzynarodowej z najlepszymi europejskimi ośrodkami naukowymi zmierzające do utworzenia strategicznego partnerstwa w celu realizacji wspólnych interdyscyplinarnych projektów badawczych (głównie w Programie Horyzont 2020). Centrum ma za zadanie również, pogłębiać współpracę z instytucjami rządowymi oraz sektorem rolno-spożywczym i  przedsiębiorstwami biotechnologiczno-farmaceutycznymi.
Instytut koordynuje ponadto komplementarne projekty finansowane ze środków UE m.in. interdyscyplinarny projekt badawczy BIOŻYWNOŚĆ – innowacyjne, funkcjonalne produkty pochodzenia zwierzęcego realizowany w ramach Strategicznych Programów Badań Naukowych i Prac Rozwojowych MNiSW przez konsorcjum naukowo-przemysłowe.
Instytut jest członkiem: Polskiej Platformy Technologicznej Żywności, współpracującej z European Technology Platform „Food for Life”, Animal Task Force (ATF), European Technology Platform for Farm Animal Breeding and Reproduction (FABRE) oraz  European Association of Research Managers and Administrators (EARMA). Przedstawiciele Instytutu są również członkami Krajowej Rady Koordynatorów Projektów Unijnych (KRAB) oraz programu COST.

## Badania
Instytut prowadzi badania w obszarze:
- genetyka molekularna zwierząt,
- genomika (genomika funkcjonalna),
- cytogenetyka,
- bioróżnorodność zwierząt domowych i dzikich,
- rozród i embriologia,
- biotechnologia i biotechniki zarodka,
- biochemia i fizjologia zwierząt,
- zachowanie się zwierząt,
- fizjologia stresu,
- etologia,
- genetyka populacji.

Z kolei, badania stosowane koncentrują się głównie na poprawie odżywczych i prozdrowotnych właściwości surowców i produktów pochodzenia zwierzęcego wytwarzanych w zróżnicowanych systemach produkcji z uwzględnieniem dobrostanu zwierząt  i ograniczeniu niepożądanego oddziaływania produkcji rolniczej na środowisko.

## Wydawnictwa
Od 1986 roku Instytut wydaje czasopismo naukowe Animal Science Papers and Reports – anglojęzyczny kwartalnik tematycznie związany z genetyką i hodowlą zwierząt, publikujący wyniki oryginalnych prac badawczych, artykuły przeglądowe, a także materiały konferencyjne i sympozjalne. W 2007 roku kwartalnik został wpisany na tzw. listę filadelfijską Journal Citation Reports / Science Edition.